# Finlandssvenska bragdmedaljen
Den finlandssvenska bragdmedaljen har sedan år 1935 delats ut till finlandssvenska idrottare.
Den moderna bragdmedaljen, eller Finlands Svenska Idrotts bragmedalj, härstammar från Idrottsbladets guldmedalj som delades ut från 1935 till 1947. Idrottsbladets guldmedalj övergick år 1948 till Sport-Pressens guldmedalj. Utdelningen övergick år 1995 till Finlands Svenska Idrott som på den tiden hette Centralidrottsförbundet CIF. Numera delas bragdmedaljen ut i början av året på den Finlandssvenska Idrottsgalan.

## Bragdmedaljörer genom tiderna[1]

### Idrottsbladets guldmedalj
- Gunnar Höckert 1935
- Birger Wasenius 1936
- Konrad Huber 1937
- Alf Lindblad 1938
- Bertel Storskrubb 1939
- Nils Nicklén 1940
- Nils Kronqvist 1942
- Evert Heinström 1943
- Albin Andersson 1944
- Jarl Gripenberg 1945
- Runar Björklöf 1946
- Verné Lesche 1947

### Sport-Pressens guldmedalj
- Kurt Wires och Märta Lindholm 1948
- Erik Åberg 1949
- Thorvald Strömberg 1950
- Rolf Back 1951
- Leo Backman 1952
- Stig-Göran Myntti 1953
- Ossi Mildh 1954
- Harry Holman 1955
- Torbjörn Lassenius 1956
- Stig-Olof Grenner 1957
- Kurt Lindeman 1958
- Eva Hög 1959
- Eugen Ekman 1960
- Åke Lindqvist
- Anders Westerholm 1961
- Aimo Tepsell 1962
- Rolf Koskinen 1963
- Peter och Henrik Tallberg 1964
- Ulf Ekstam 1965
- Erik Pihkala och Ole Wackström 1966
- Olof Nyman 1967
- Mona-Lisa Strandvall 1968
- Jorma Sandelin 1969
- Marika Eklund 1970
- Harry Hannus 1971
- Bo Grahn 1972
- Reijo Ståhlberg 1973
- Nina Holmén 1974
- Susanne Sundqvist 1975
- Arto Koivisto 1976
- Håkan Spiik 1977
- Jan-Erik Bäckman och Roger Kanerva 1978
- Sonja Grefberg 1979
- Sixten Wackström 1980
- Enzio Sevon och Tom Jungell 1981
- Tiina Lillak 1982
- Patrick Wackström 1983
- Ralf Westerlund 1984
- Jarmo Virtanen 1985
- Annika och Bettina Lemström samt Sven Nordlund 1986
- Pontus Jäntti 1987
- Kyra Kyrklund 1988
- Johan Lind 1989
- Mikael Källman 1990
- Vesa Mäkipää 1991
- Vesa Hanski 1992
- Torsten Smedslund 1993
- Krister Holmberg 1994
- Mikaela Ingberg 1995
- Eija Koskivaara 1995

### CIF:s bragdmedalj
- Sanna Nymalm 1996
- Mikael Boström 1997
- Conny Karlsson 1997
- Pia Julin 1998
- Anu Koivisto, Svenska TV-sporten 1999
- Marcus Grönholm 2000
- Robert Häggblom 2001
- Janne Holmén 2002
- Sune Abrahamsson 2003
- Mats Haldin 2004
- Matti Rajakylä 2005

### FSI:s bragdmedalj
- Ove Lehto 2006
- Niklas Bäckström 2007
- Katja Nyberg 2008
- Fredrik Smulter 2009
- Sandra Eriksson 2010
- Staffan Tunis 2011
- Silja Lehtinens båtlag 2012
- Mårten Boström 2013
- Leo Komarov 2014
- David Söderberg 2015
- IFK Mariehamn 2016
- Fredrik Smulter 2017
- Nico Rönnberg 2018
- Tim Sparv 2019
- Sara Kuivisto 2021
- Viivi Lehikoinen 2022
- Ekenäs IF 2023
- Nathalie Blomqvist 2024